# Церковь Рождества Христова (Мальково)
Церковь Рождества Христова — приходской храм Балашихинской епархии Русской православной церкви в деревне Мальково Орехово-Зуевского городского округа, Московской области, построенный в 1895 году. Здание храма является объектом культурного наследия и находится под охраной государства. В настоящее время храм действует, проводятся богослужения.

## История храма
В 1895 году в деревне Мальково владельцем Ликинской мануфактуры Алексеем Смирновым совместно с Герасимом Патрешовым, церковным старостой мальковского храма, была осуществлена постройка православного храма Рождества Христова по проекту архитектора Владислава Грудзина. В 1912 году был возведён и дом для священнослужителя. До того, в 1889 году, деревянная церковь в Мальково сгорела в ночь под Рождество Христово. Первым священником в церкви был Андрей Стефанов, служил он при храме в Малькове с 1888 по 1916 год. По рождению он являлся старообрядцем, приемлющим белокриницкую иерархию. С детства обучен грамоте, знал богослужебный устав, умел петь по крюкам, пел на клиросе.
В 1896 году в деревне была организована и открыта школа грамоты, которая расположилась в церковной сторожке. В 1909 году обучение в школе проходили 26 человек. Андрей Стефанов заведовал школой. Сын священника Василий с 1898 года был псаломщиком при храме и законоучителем в школе. В 1916 году церковь осталась без священнослужителя. Церковным старостой в это время являлся Пётр Воробьёв. В начале 1917 года в храме стал служить Василий Степанов, который в том же году был убит. После убийства батюшки церковь была захвачена старообрядцами-окружниками, которые в 1927 году и зарегистрировали как старообрядческий и каменный храм, и свою моленную.
В 1930-х годах церковь была закрыта и использовалась как зернохранилище. Сразу после войны, в 1946 году, мальковский храм чуть было не был снесён местными властями. В советское время строение было разорено.
В 2000 году обветшалое строение было передано общине Русской православной церкви и в дальнейшем восстановлено.
Рождественский храм является памятником архитектуры регионального значения на основании постановления Правительства Московской области «Об утверждении списка памятников истории и культуры» № 84/9 от 15 марта 2002 года.